# Uruçuca (kommun)
Uruçuca är en kommun i Brasilien.   Den ligger i delstaten Bahia, i den östra delen av landet, 1 000 km öster om huvudstaden Brasília. Antalet invånare är 19 840.
Följande samhällen finns i Uruçuca:
- Uruçuca

I omgivningarna runt Uruçuca växer i huvudsak städsegrön lövskog. Runt Uruçuca är det ganska glesbefolkat, med 24 invånare per kvadratkilometer.